# Ledella orstomi
Ledella orstomi is een tweekleppigensoort uit de familie van de Nuculanidae. De wetenschappelijke naam van de soort is voor het eerst geldig gepubliceerd in 1995 door Cosel.